# Alfa Arietis
Alfa Arietis (Hamal, α Ari) – najjaśniejsza gwiazda w gwiazdozbiorze Barana. Odległa od Słońca o około 66 lat świetlnych.

## Nazwa
Tradycyjna nazwa tej gwiazdy, Hamal, wywodzi się od arabskiego ‏الحمل‎ al-ḥamal, „owieczka”, co odnosi się do całego gwiazdozbioru. Międzynarodowa Unia Astronomiczna w 2016 roku formalnie zatwierdziła użycie nazwy Hamal dla określenia tej gwiazdy.

## Charakterystyka obserwacyjna
Jej wielkość obserwowana to 2,01m, zaś wielkość absolutna jest równa 0,48m. Gwiazda znajduje się blisko ekliptyki i ponad 2000 lat temu punkt równonocy wiosennej znajdował się tylko 9° na południe od Hamala. Co najmniej osiem greckich świątyń było zorientowanych na tę gwiazdę. Hamal jest także wykorzystywany w astronawigacji.

## Charakterystyka fizyczna
Hamal to pomarańczowy olbrzym należący do typu widmowego K2. Jego temperatura to około 4550 K, świeci on 90 razy jaśniej niż Słońce. Gwiazda ma masę półtora raza większą niż masa Słońca i około 14 razy większy promień. Jest nieco uboższa w metale niż Słońce.

### Układ planetarny
W 2011 roku precyzyjne pomiary zmian prędkości radialnej Alfa Arietis pozwoliły odkryć towarzyszącą gwieździe planetę, oznaczoną Alfa Arietis b. Jest to gazowy olbrzym 1,8 raza masywniejszy niż Jowisz, krążący po dość ekscentrycznej orbicie.